# Erlsbach
Der Erlsbach ist ein Bach in der Gemeinde St. Jakob in Defereggen (Bezirk Lienz). Der Bach entspringt östlich der Seespitze als Abfluss der Alplesseen und mündet südlich der Ortschaft Erlsbach in die Schwarzach.

## Verlauf
Der Erlsbach entspringt südlich des Talschlusses „Alplesboden“ zwischen der Panargenlenke im Westen, der Alplesspitze im Norden und der Seespitze im Osten. Seine Quelle ist der Abfluss des untersten der drei größeren Alplesseen, die sich auf einem Gewässerweg reihen. Von dort an fließt der Erlsbach durch alpines Gelände nach Süden und nimmt dabei kleinere Quellbäche auf. Der Erlsbach passiert westlich die Erlsbacher Alm (2183 Meter) und beginnt ab rund 2100 Metern Seehöhe ins Defereggental abzustürzen, wobei er ab rund 1900 Metern Seehöhe durch eine bewaldete Schlucht fließt. Nachdem er über mehrere Wasserfällen gestürzt ist, erreicht der Erlsbach kurz vor der Mündung die gleichnamige Ortschaft Erlsbach und mündet kurz danach südlich der Ortschaft linksseitig in die Schwarzach.